# 두산 베어스의 응원가와 응원 문화

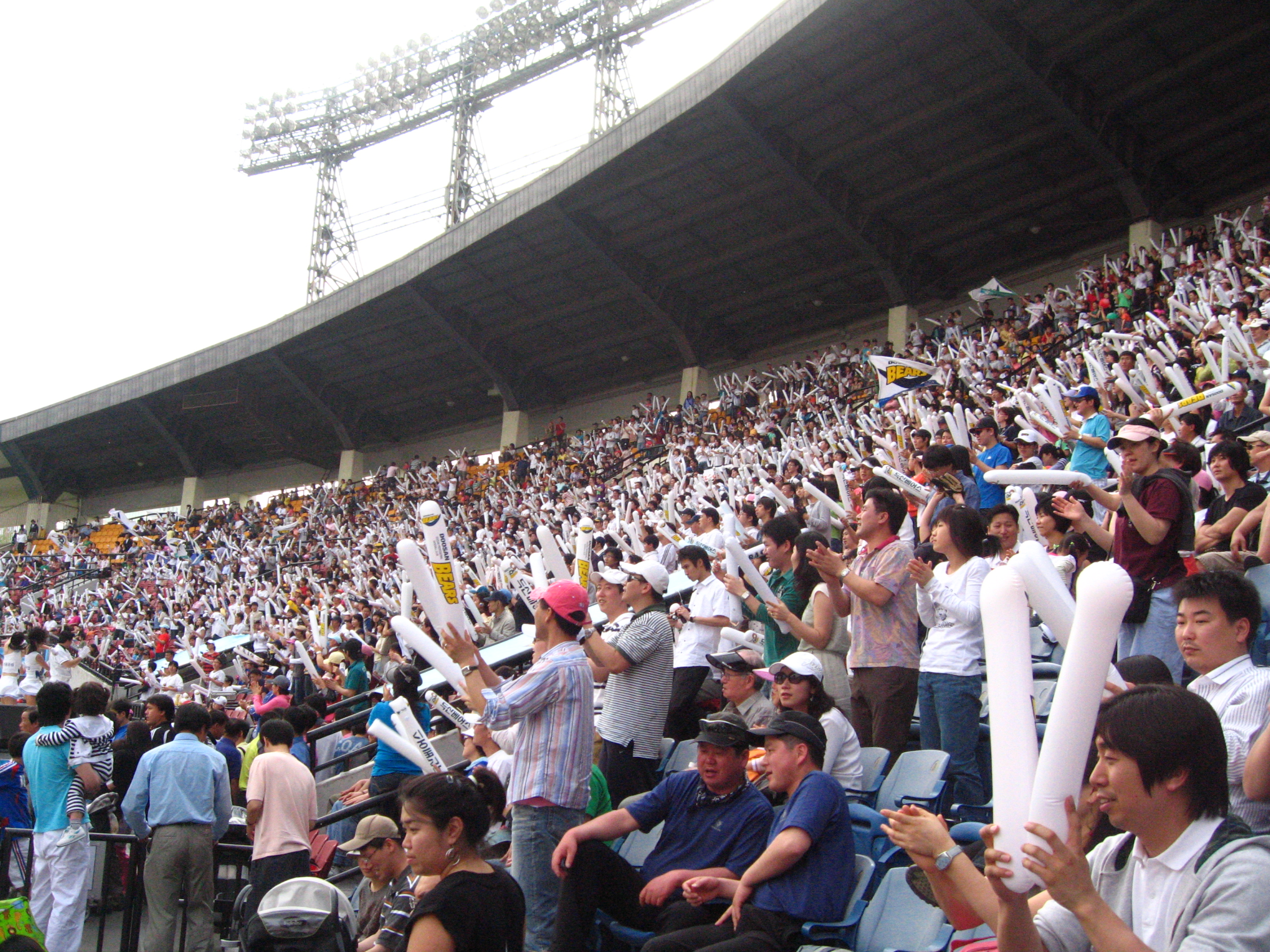

두산 베어스의 응원가와 응원 문화에 대해 설명한다.
두산 베어스에는 다양한 팀 응원가와 선수별 응원가가 사용되고 있다. 현재 한재권이 응원단장이 응원을 하고 있다.

## 팀 응원가

### 승리의 두산
- 사용 시점: 1회초 후 공수교대 시간

### ROCK TO THE DOOSAN
- 사용 시점: 공수교대, 투수교체시
- 응원 방법: "최강두산"을 외친다

### 최강두산 오오오
- 사용 시점: 공수교대 시간
- 응원 방법: 함께 따라 부른다.

### 두산 박수 (육성응원)
- 사용 시점: 8회 공격시
- 응원 방법: 박수없이 응원단장이 호루라기를 4번 불면 두산을 외치고 (네번) 다같이 짝짝 짝짝짝 짝짝짝짝 두산을 네번 외치면 된다.

### 야야야 두산
- 사용 시점: 득점 시
- 응원 방법: 어깨동무를 하고 앞으로, 뒤로를 반복하며 함께 따라 부른다.

### 뱃노래
- 사용 시점: 상대 실책, 도루 성공, 수비 시 견제사 등
- 응원 방법: "두산"을 크게 외친다.

### 해야해야 (해야2)
- 사용 시점: 득점 시
- 응원 방법: 손을 좌우로 흔들며 함께 따라 부른다.

### 승리를 위하여
- 사용 시점: 득점, 경기 승리
- 주의 사항: 후렴구에 두산에 승리를 위하여 할 때 "위~~하여~"라고 끌어서 불러야 한다.

### We Wanna Doosan
- 사용 시점: 홈 경기 7회 말 전
- 응원 방법: 두~산! 과 최! 강! 두! 산!을 크게 외친다.

## 타자 공통응원

### 안타송
{OOO~ 안타!(홈런!)} X4

### 순정
(123 go!) 날려버려 안타안타! (홈런홈런!) 날려버려 안타안타! (홈런홈런!) 날려버려 OOO! 안! 타! (홈! 런!) OOO!

### Returns
홈런! O! O! O! 홈런! (무한반복)

### 훔쳐
{안타! (홈런!)} X4

### Faint (풀카운트)
어이! 어이! 어이! OOO! X3

### 하이든 트럼펫 협주곡 내림마장조 중 제1악장
안타~ 안타! 안타날려라 Hey! 안타날려라 Hey! 안타날려라　안타! 안타! 안타! 안타! 안! 타! OOO!

## 선수 연호

### 긍정리듬
긍정리듬~　빠라빠빠 빠빰 빠라빠빠 OOO! 빠라빠빠 빠빰 빠라빠빠 OOO! 빠라빠빠 빠빰 빠라빠빠 OOO! 빠라빠빠 빠빰 빠라빠빠 OOO! (긍정리듬~)

### 아주Nice
- 선수가 안타를 쳤거나 호수비를 하였을 경우

아주 나이스~ OOO! 아주 나이스~ OOO! 나이스~ OOO! 아주 나이스~ OOO! 아주 나이스!

## 상대 투수가 견제를 할 시

### 견제응원
(빰빰 빰빰빰빰) 야! 야! 야! 야!

## 상대 타자가 아웃될 시

### 어쩜좋아 (삼진)
- 사용 시점: 삼진아웃시

어쩜~ 어쩜좋아~ 어쩜좋아~ 너무좋아~　짜릿짜릿~ 이 느낌이~ 너무좋아~　정말 나 사랑에 빠졌나봐~　어쩜~ 어쩜 좋아~　삼! 진! OOO! OOO! OOO!

## 킴웝
- 사용 시점: 야수가 아웃을 잡았을 때 등

(두! 산! 최! 강! 두! 산!) X2

### 왼손 머리위로 오른손 머리위로 (캉캉)
- 사용 시점: 아웃카운트를 잡을 때, 타자가 파울을 친 후 타석에 들어올 때

왼손 머리위로~ 오른손 머리위로~　손! 벽! 치! 며! 최! 강! 두! 산!

### 반했어
- 사용 시점: 더블플레이가 나왔을 경우

반해~ 반해~ 반해~ 반했어~ 반했어~ 운명처럼~ 반해~ 반해~ 반해~ 반했어~ 나는~ 반해버렸어~　반했어~ 바보처럼~ 반했어~ 바보처럼~

### 최강두산 (We Wanna Doosan)
- 사용 시점: 야수가 아웃/호수비을 잡았을 때, 상대 선수 실책할 때

(빠빠빠빰 빠빠빠빰) 최! 강! 두! 산! (빠빠빠빰 빠빠빠빰) 최! 강! 두! 산! (빠빠빠빰 빠빠빠빰) 최! 강! 두! 산! (빠빠빠빰 빠빠빠빰) 최! 강! 두! 산!

## 타자 응원가
타자마다 응원가가 다르며 원곡과 개사 부분은 아래와 같다.
- 김재환: 다신 - 이정

두산! 승리를 위해 다같이~ 김재환! 두산! 승리를 위해 워어어~ 워어어~ ×2
- 허경민: 자작곡 - 한재권 / 이게 무슨 일이야 - B1A4 / 뻐꾸기 둥지 위로 날아간 새 - 김건모 / CARTOON HEROES - AQUA / 아침마당 오프닝

1. 승리~ 를 위해 힘차게 날려라 오~ 오~ 오~ 오~ 허경민~ 승리~ 를 위해 힘차게 날려라 워어~ 워어~ 두! 산! 허! 경! 민! ×2
2. 최강두산~ 허경민~ 안타 날려줘요 최강두산~ 허경민~ 안타 날려줘요~ 허경민! 허경민! 안~ 타! 허경민! ×2
3. 두산의 허경민~ 두산의 허경민~ 오오오 날려버려 안타 안타 안타 두산 허경민~ ×2
4. 날려라 두산 허경민 오오오~ 안타 날려줘 저 끝까지 날려라 두산 허경민 오오오~ 최강 두산 승리 위하여~
5. 두산~의 허경민 안타! 날려줘요~ ×8
- 정수빈: 자작곡 - 한재권 / Surfin' U.S.A. - Beach Boys

1. 수빈! 두산의 정수빈 수빈! 승리를 위하여 수빈! 힘차게 치고달려 최! 강! 두! 산! 정! 수! 빈! ×2
2. 날려라 날려 안타 두산의 정수빈~ 날려라 날려 안타 두산의 정수빈~ 날려라 날려 안타 두산의 정수빈 날려라~ 날려 안타 두산 정수빈~
- 김인태: 자작곡 - 한재권

날려라 날~ 려라 날~ 려라~! 두~ 산의 김인태! 안타! 안타! 김인태! 최! 강! 두! 산! 김! 인! 태! ×2
- 조수행: Silent Partner - Marvin's Dance

조~ 수행! 조~ 수행! 조~ 수행! 조~ 수행! 안타치고~ 도루하고~ 라라라라~ 라라라라라~ 조! 수! 행! ×2
- 양석환: 자작곡 - 한재권

1. 최강두산 양석환 안타 날려라 최강두산 양석환 홈런 날려라 워어어어 양석환 승리위해 워어 양석환 워어어어어 양석환 워우워어~ ×2
2. 날려라 안타 양석환 오오오오 안타 양석환 오오오오 안타 양석환 오오오오 양! 석! 환! ×2
- 박계범: 자작곡 - 한재권

안타를 날려주세요~ 두산의 안타 박계범! 안타를 날려주세요~ 저멀리 안타 박계범! 최! 강! 두! 산! 박! 계! 범! 안타를 날려주세요~ 두산의 안타 박계범!
- 강승호: 자작곡 - 한재권

강승호 안타~ 강승호 안타~ 최강 두산 강승호~ 강승호~ 두산의 강승호~ ×2
- 안재석: GOGO - 김연자

GO! GO! 두산의 안재석 GO! GO! 힘차게 날려라 GO! GO! 승리를 위하여 오오오 안! 재! 석! ×2
- 장승현: 자작곡 - 한재권

오오오 두산의 장승현~ 오오오 두산의 장승현~ 힘차게 날려라 오! 장승현 오오오 두산의 장승현~
- 양의지: 꽃집 아가씨 - 봉봉 사중창단

두산의 안방마님 양의지~ (양의지!) 두산의 안방마님 양의지~ (양의지!) 안타를 날려줘요~ 홈런을 날려줘요~ 두산의 안방마님 양! 의! 지! ×2
- 이유찬: 자작곡 - 한재권

찬란하게 빛날 최강두산 이유찬~ 힘나게 날아올라라 최강두산 이유찬 ×2 이! 유! 찬!
- 김민혁: 자작곡 - 한재권

최강 두산 김민혁 최강 두산 김민혁 워어어어어어어어 안타날려라 ×2
- 박준영: 자작곡 - 한재권

1. 두산 박준영 안타 박준영 두산 박준영 오오~ 두산 박준영 안타 박준영 최강두산 박! 준! 영!
2. 오에오~ 박준영 오에오~ 박준영 오에오~ 박준영 안타! 안타! 박준영! ×2
- 오명진: 자작곡 - 한재권

최강두산 오명진! 안타를 날려라~ 최강두산 오명진! 홈런을 날려라~ 최강두산 오명진! 안타를 날려라~ 최강두산 오! 명진~
- 김기연: 자작곡 - 한재권

김~ 기~ 연~ 안타 날려라! 김기연 홈런 날려라! 베어스 승리 위해 오오오 김기연! 김기연 안타 날려라~ 김기연 홈런 날려라~ 베어스의 승리 위하여 오~ 김! 기! 연!
- 김민석: 자작곡 - 한재권

두산의 김민석~ 힘차게 치고 달려라 두산의 김민석~ 승리를 위해 날려라~ 오오오~ 오~ 오오오오 승~ 리를 위해~ ×2
- 케이브: 자작곡 - 한재권

최~ 강두산 케이브 최~ 강두산 케이브 승~ 리를 위해 모두 외쳐라 워어어어어 케! 이! 브! ×2

#### 추억의 응원가
- 최승환: Volare - Gipsy Kings

최승환~ 워어~ 최승환~ 워어어어~ 날려라 안타 최승환~ 날려라 안타 최승환~ ×2
- 용덕한: 메칸더V 오프닝

용덕한 용덕한 용덕한 안타! 랄라랄라 랄랄랄라 용덕한! ×2
- 이성열: 슈퍼맨 - 노라조

이성열~ 안타를 날려주세요~ 이성열! ×2 오늘도 달리고 달리고 달리고 달리고 날리고 날리고 날리고 날리고 홈런~ 이성열~
- 손시헌: Marry Me - ELLEGARDEN

두산 손시헌~ 오오오오오~ 두산의 손시헌~ 오오오오오~ ×2
- 이종욱: Radio - 트랜스픽션

날려라 이종욱~ 이종욱~ 이종욱~ 날려버려~ 두산의 이종욱이다! 날려라 이종욱~ 이종욱~ 이종욱~ 날려버려~ 두산 이종욱!
- 임재철: 너의 사랑, 나의 사랑 - 김경진

오~ 오오오오~ 나의 사랑 너의 사랑 임재철! 오~ 오오오오~ 불꽃사랑 임채철! ×2
- 최준석: 힘내라 힘 - 정광태

날려라 준! 날려라 석! 날려라 최준석~ 홈런! ×2
- 윤석민: Doo be doo DJ - peter project / 내게 돌아와 - 트랜스 픽션

1. 날려라~ 두산의 윤석민~ 날려라~ 윤석민 안타~ 날려라~ 두산의 윤석민~ 오오오오오오오~ ×2
2. 최강 베어스 두산 윤석민 오오오 오오오오오~ 홈런을 날려줘~ 최강 베어스 두산 윤석민 날려라 두산 윤석민 승리를 위하여~ ×2
- 김동주: 동요 Mary Had a Little Lamb

동~ 주동주 김동주~ 헤이! 김동주~ 헤이! 김동주~ 헤이! 동~ 주동주 김동주~ 헤이! 홈런 김동주~ 홈런! ×2
- 김현수: Run to You - DJ DOC

홈! 런! 김! 현! 수! 나나 나나나 나나나 나나나 (N번타자 누구?) 김! 현! 수! ×3
- 고영민: 형사 가제트 오프닝 테마

(밤바라라밤빰 빰빰) 고젯! (빰빠라밤 밤 빰 빰) 안타! (빰빠라라 밤밤 빰빰) 고젯! (빰 또로롱 또로롱 또로롱) 안타!
- 홍성흔: What's up - 4 Non Blondes / 동요 꼬부랑 할머니

1. 홍~ 성~ 흔~ 홍~ 성~ 흔~ 파이팅~ 두산의 홍성흔~ ×2
2. 두산의 홍성흔~ (안타!) 두산의 홍성흔~ (안타!) 두산의 홍성흔~ 오오오오 두산의 홍성흔~ (안타!)
- 이원석: Can't Take My Eyes off You - Morten Harket / Heart and soul - Howard shore

1. 두산의 이원석 오오오 오오오오~ 두산의 이원석 오오오 오오오오~ 두산의 이원석 날려라 두산 이원석~ ×2
2. 날려라 두산의 이원석 날려라 두산의 이원석 날려라 두산의 이원석 랄라라 랄라 라랄라라~ 날려라 두산의 이원석 날려라 두산의 이원석 날려라 두산의 이원석 랄라라 랄라 라랄라라~
- 최재훈: 낭만고양이 - 체리필터

최강두산 최재훈~ (최재훈!) 최! 강! 두! 산! 최! 재! 훈! ×2
- 민병헌: Honey Honey - ABBA

허니허니 민병허니~ 안~타! 민병헌! ×4
- 정진호: 자작곡 - 한재권 / Future - 크로스진

1. 안타 정진호~ 안타 정진호~ (헤이!) 안타 정진호~ 안타 정진호~ (안타!) ×2
2. 날려라 날! 려! 버! 려! 정진호~ 오오오 최! 강! 두! 산! 정진호~ 날려라 날! 려! 버! 려! 정진호~ 최강두산 정진호오오오~ 오오오 오! 오! 오! 오! 정진호 ×3 최강두산 정진호오오오~
- 류지혁: 자작곡 - 한재권

류! 지혁이가 안타를 친다! 류! 지혁이가 안타를 친다! 류! 지혁이가 안타를 친다! 안타! 류지혁! ×2
- 최주환: bad case of loving you - Robert Palmer

안타 안타~ 날려버려 오오오~ 두산의 최주환 최강두산 최주환 오오오 두산의 최~ 주환 ×2
- 오재일: 굿 타이밍 - B1A4 / Volare - Gipsy Kings

1. 오~ 재일! 오! 오재일! 워~ 워워워워워~ 두산의 오재일~ 오! 재! 일! ×2
2. 오재일~ 워어~ 오재일~ 워어어어~ 날려라 안타 오재일~ 날려라 안타 오재일~ ×2
- 정상호: 자작곡 - 한재권

안타 정상호~ 안타 정상호~ (헤이!) 안타 정상호~ 안타 정상호~ (안타!) ×2
- 박건우: 걸어본다 - B1A4 / Hello Mr.Monkey - Arabesque / Congratulations and Celebrations - Cliff Richard

1. 안타! 박건우! 오오오! 안타! 박건우! 오오오! 안타! 박건우! 오오오! 최! 강! 두! 산! 박! 건! 우! ×2
2. 오오오 오오 오오오 오오오오 오오오 오오 오오오 오오오오~ 안타 안타 날려버려! (박건우!) 두산의 박건우 오! (박건우!) 안타 안타 날려버려! 두산의 박건우~ ×2
3. 박~ 건~ 우~ 안타~ 박건우 안타~ 박건우 날려날려날려날려라~ 박건우 안타~ 박건우 안타~ 박건우 날려날려날려날려라~ 박건우 안타~ 박건우 안타~ 박건우 날려날려날려날려라~ 박건우 안타~ 박건우 안타~ 박건우 날려날려날려날려라~
- 국해성: 노래의 날개위에 - 멘델스존

오! 두산의 국해성~ 오! 두산의 국해성~ 오! 두산의 국해성~ 오! 오오~ 오~ ×2
- 오재원: 영원한 친구 - 나미

오! 재원이 안타~ 날려버려~ 오! 재원이 안타~ 날려버려~ 오! 재원이 안타~ 날려버려~ 예! 예! ×2
- 최용제: 자작곡 - 한재권

오~ 오오오오~ 오오오오~ 최! 용! 제! ×2
- 박세혁: 잘자요 굿나잇 - B1A4 / Do-Re-Mi

1. 박세혁 안타~ 박세혁 안타~ 안타! 안타! 날려버려~ 박세혁~ 워워워워 워워~ 워워워워 워워 박! 세! 혁! ×2
2. 날려버려 박세혁~ 최강 두산 박세혁~ ×2 안타 안타 오오오~ 홈런 홈런 오오오~ 최강 두산 박세혁~ 날려버려 박세혁~ 안타!
- 안권수: 자작곡 - 한재권

최강두산 승리위해 안권수 안타 치고달려 베어스의 안권수 안타! ×2
- 강진성: 빨간내복야코 - 당신의 아침을 깨우는 알람 송

두산베어스 강진성 안타를 날려버려라 저 멀리 하늘끝까지~ (날려버려강진성!) 뜨거운 열정을 모아 안타를 날려버려라 저 멀리 하늘끝까지~ (날려버려강진성!)
- 신성현: 자작곡 - 한재권

승리~ 를 위해 힘차게 날려라 오~ 오~ 오~ 오~ 신성현~ 승리~ 를 위해 힘차게 날려라 워어~ 워어~ 신! 성! 현!
- 김재호: Let's Twist Again - Chbby Checker

오~ 김재호~(유휴~) 최강두산! 김재호(유휴~) 오~ 김재호(유휴~) 두산 김재호~ 오~ ×2
- 칸투: Smooth (Ft. Rob Thomas) - Santana

칸~ 투! 오~ 오오오오오오오오~ 칸~ 투! 오~ 오오오오오오오오~ 칸~ 투!
- 잭루츠: You are my sunshine - Jimmy Davis & Charles Mitchell

두! 산! 의! 잭루츠~ 워어어어어~ 두산의 잭루츠 워어어어~ 두산의 잭루츠 워어어어어~ 최강두! 산! 잭! 루츠~ ×2
- 로메로: Le Regiment De Sambre Et Meuse - Robert Planquette

로~ 메로 로메로 로메로 로메~ 로 안타 로~ 메로 로메로 로메로 로메~ 로 홈런 날~ 려라 로메로 날~ 려라 로메로 날~ 려라 로메로 로! 메! 로! ×2
- 에반스: Fire - 2NE1

최강두산 에반스! 에에에에에에에 에 에반스! 에에에에에에에 에 에반스! 에에에에에에에 에 에반스! 최! 강! 두! 산! 에! 반! 스!
- 파레디스: Can't Help Falling in Love - 엘비스 프레슬리

파~ 레~ 디스~ 두산의~ 파레디스~ 오오~ 오~ 오~  두산의 파~ 레~ 디스 ×2
- 반슬라이크: 자작곡 - 한재권

최! 강! 두산의 반슬라이크 안타! 최! 강! 두산의 반슬라이크 홈런! 오~ 오오~ 반슬라이크 안타! 오~ 오오~ 반슬라이크 홈런!
- 호미페: 피가로의 결혼 中 서곡 - 모차르트

두산의 페르난데스~ 두산의 페르난데스~ 두산의 페르난데스~ 안~ 타를 날려버려 날려버려 페! 르! 난! 데! 스! ×2
- 로하스: 자작곡 - 한재권

최~ 강두산 로하스 최~ 강두산 로하스 승~ 리를 위해 모두 외쳐라 워어어어어 로! 하! 스! ×2
- 라모스: 자작곡 - 한재권

두산의 헨리 라모스 오오 라모스 시원하게 화끈하게 날려버려라 두산의 헨리 라모스 오오 라모스 시원하게 화끈하게 헨! 리! 라! 모! 스!
- 제러드: 잘자요 굿나잇 - B1A4 / 자작곡 - 한재권

1. 제러드 안타~ 제러드 안타~ 안타! 안타! 날려버려~ 제러드~ 워워워워 워워~ 워워워워 워워 제! 러! 드! ×2
2.제러드 영 안타! 홈런을 날려라~ ×3 최강두산 제러드 영~

## 역대 응원단장
- 1986년 ~ 1987년 : 주선태
- 1988년 ~ 1990년 : 정완영
- 1997년 ~ 1997년 : 김정환
- 1998년 ~ 2002년 : 송창훈
- 2003년 : 김주일
- 2004년 ~ 2007년 : 송창훈
- 2008년 ~ 2013년 : 오종학
- 2014년 ~ 현재 : 한재권